# فرانك ماكمانوس (لاعب كرة قاعدة)
فرانك ماكمانوس (بالإنجليزية: Frank McManus)‏ هو لاعب كرة قاعدة أمريكي، ولد في 21 سبتمبر 1875 في لورانس في الولايات المتحدة، وتوفي في 1 سبتمبر 1923 في سيراكيوز في الولايات المتحدة.

## وصلات خارجية
- فرانك ماكمانوس على موقعبيزبول رفرنس.كوم (الدوري الرئيسي) (الإنجليزية)
- فرانك ماكمانوس على موقعبيزبول رفرنس.كوم (الدوري الثانوي) (الإنجليزية)